# Harry Kampf
Axel Harry Valentin Kampf, född 25 mars 1926 i Stockholm, död 19 november 1989 i Hägersten, var en svensk stillbildsfotograf. Han var gift från 1955 med Mona Kampf

## Filmografi roller
- 1944 – Jitterbug
- 1945 – Sten Stensson kommer till stan
- 1949 – Hur tokigt som helst
- 1953 – Vi tre debutera
- 1954 – Flottans glada gossar